# Билинци
Бѝлинци е село в Западна България. То се намира в община Брезник, област Перник.

## География
Село Билинци се намира в планински район.

## Културни и природни забележителности
Билински манастир „Свети Архангел Михаил“.
Местност, отстояние и посока от населено място: разположен е в подножието на рида Црънча от Завалска планина, на километър североизточно от село Билинци и на 8 км северозападно от Брезник.
Историческо развитие и сегашно състояние: манастирът е основан през XVI в., а е възобновен през XIX в. (1855 г.). Понастоящем е периодично действащ.
Описание, архитектурни и културно-исторически ценности: представлява комплекс от черква и изоставени жилищни и стопански сгради. Черквата, с размери 13,20 х 3,90 х 4,25 м, е еднокорабна, едноапсидна, безкуполна с притвор, слят с централната част и с един вход – от север. Запазени са ценни стенописи от XVII в.
През XVII и XVIII в. манастирът има голямо културно влияние и връзки с руски и атонски манастири, а в края на XVIII в. в него е открито килийно училище.
Манастирът е обявен за паметник на културата.